# Les Avants
Les Avants är en by i Montreux kommun i kantonen Vaud. Här finns bland annat bergbanan Les Avants - Sonloup. Les Avants ligger 3,5 kilometer nordöst om staden Montreux och 25 kilometer öster om Lausanne.

## Sport och fritid
Les Avants är en vintersportort. Här spelades Europamästerskapet i ishockey 1910.

### Fotnoter
1. ↑  ”Championnats d'Europe 1910” (på franska). Hockeyarchives. 13 mars 1910. http://www.passionhockey.com/hockeyarchives/Euro1910.htm. Läst 23 februari 2014.